# Giliastrum incisum
Giliastrum incisum är en blågullsväxtart som först beskrevs av George Bentham, och fick sitt nu gällande namn av J.M. Porter. Giliastrum incisum ingår i släktet Giliastrum och familjen blågullsväxter. Inga underarter finns listade i Catalogue of Life.